# Samir Avdić
Pour les articles homonymes, voir Avdić.
Samir Avdić, né le 21 mars 1967, à Sarajevo, en république fédérative socialiste de Yougoslavie, est un ancien joueur de basket-ball bosnien. Il évolue durant sa carrière au poste d'ailier fort.
Il est désormais maire de Sarajevo depuis le 16 Juillet 2025